# Wesley Person
Pour les articles homonymes, voir Person.
Wesley Lavon Person, né le 28 mars 1971 à Brantley dans l'Alabama, est un ancien joueur américain de basket-ball de NBA. Il est le frère cadet de l'ancien joueur NBA Chuck Person.

## Biographie
Sélectionné par les Suns de Phoenix au 23e rang de la draft 1994 à sa sortie de l'université Auburn, il joua trois saisons pour les Suns, cinq pour les Cavaliers de Cleveland, 82 matchs en deux saisons avec les Grizzlies de Memphis, 33 matchs pour les Trailblazers de Portland, neuf matchs pour les Hawks d'Atlanta, seize pour le Heat de Miami et 25 pour les Nuggets de Denver.
Sa meilleure saison eut lieu en 1997-1998 avec les Cavaliers de Cleveland, avec des moyennes de 14,7 points, 4,4 rebonds, 2.3 passes décisives et 1,57 interception par match. Il était réputé pour ses capacités au tir à trois-points, étant par ailleurs le joueur ayant le plus tenté et réussi de tirs à trois-points en 1997-1998. Il aura réussi un pourcentage de 41,8 % en carrière.